# Filip Matijašević
Filip Matijašević (* 8. Januar 1996 in Požega) ist ein kroatischer Fußball- und Futsalspieler.

## Karriere
Matijašević spielte bis 2015 beim NK Hajduk Pakrac. Zur Saison 2015/16 wechselte er zum Erstligisten NK Zagreb. Sein erstes und einziges Spiel für den Hauptstadtklub in der 1. HNL absolvierte er im Mai 2016, als er am 36. Spieltag jener Saison gegen Hajduk Split in der 88. Minute für Damir Ćavar eingewechselt wurde. Am Saisonende stieg er mit Zagreb als Tabellenletzter in die 2. HNL ab. In dieser kam er in der Saison 2016/17 zu 31 Einsätzen, in denen er zwei Tore erzielte. Mit Zagreb wurde er allerdings auch in der 2. HNL Tabellenletzter, wodurch man in die 3. HNL abrutschte.
Zur Saison 2018/19 wechselte Matijašević zum Zweitligisten NK Hrvatski dragovoljac. Für Hrvatski dragovoljac kam er zu 21 Einsätzen in der 2. HNL, in denen er ein Tor erzielte. Zur Saison 2019/20 wechselte er nach Österreich zum Regionalligisten Union Gurten. Bis zum Saisonabbruch kam er zu acht Einsätzen für die Oberösterreicher in der Regionalliga, in denen er sechs Tore erzielte. In der ebenfalls abgebrochenen Saison 2020/21 kam er zu einem Einsatz. Nach der Saison 2020/21 verließ er Gurten und heuerte Anfang des Jahres 2022 wieder beim kroatischen Amateurverein NK Hajduk Pakrac an, bei dem er seitdem äußerst torgefährlich in Erscheinung tritt.